# 睢河街道
睢河街道是中华人民共和国江苏省徐州市睢宁县下辖的一个街道办事处。
2016年1月11日，江苏省人民政府批复同意设立睢河街道。将原睢城镇的仝场、天虹、邱洼、王小楼、高塘、红光6个居委会和梁集镇的仝圩、联群、景湖、光华、傅楼5个居委会以及庆安镇的官一、前徐2个居委会划归睢河街道管理，睢河街道办事处驻环宇大道88号。

## 行政区划
睢河街道下辖以下村级行政区划单位：
仝场社区、天虹社区、邱洼社区、王小楼社区、景湖社区、傅楼社区、联群社区、光华社区、仝圩社区、前徐社区、官一村、高塘社区和红光社区。